# 黄道座標

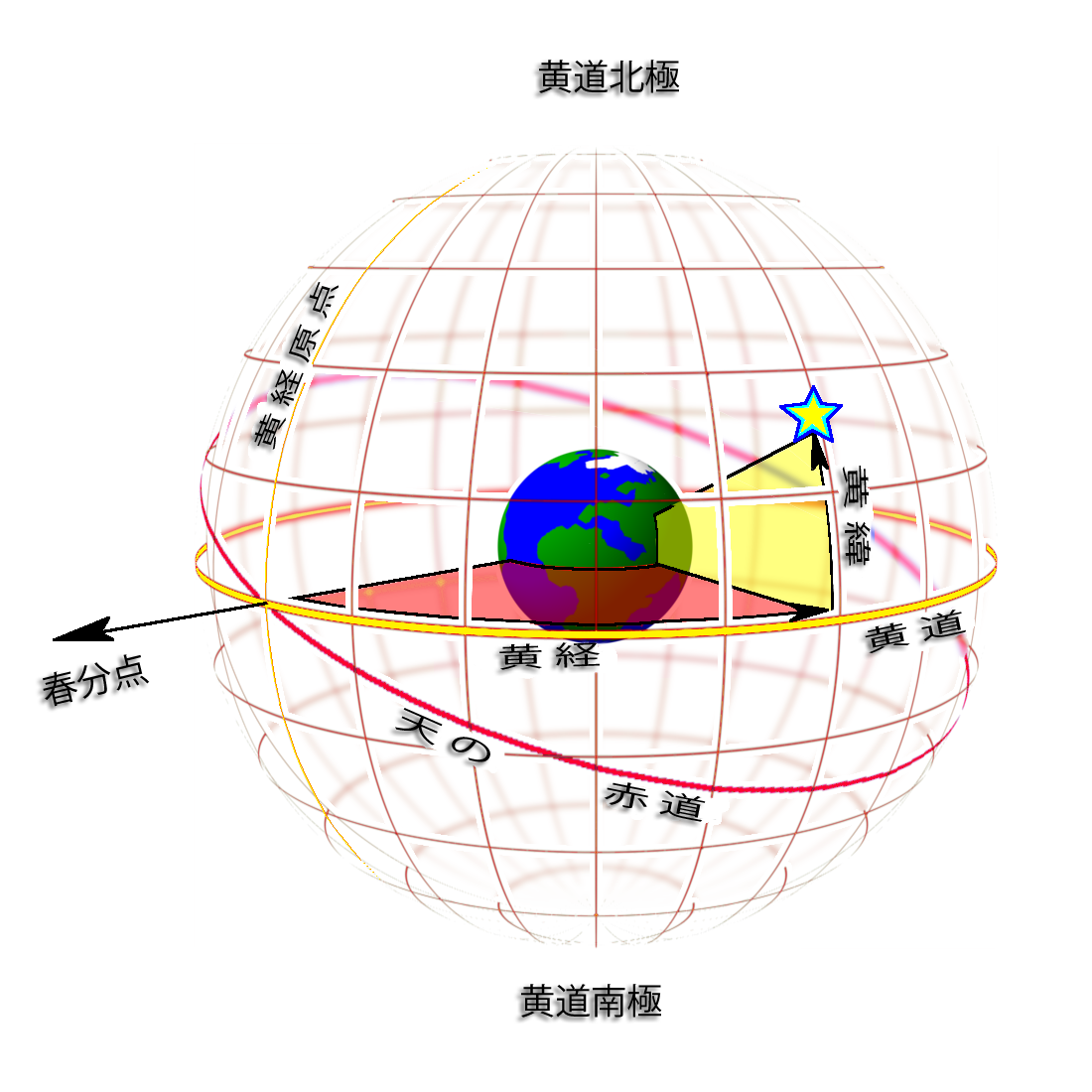
天球の外から見た地球を中心とした黄道座標。黄経は春分点を原点として測ったもの。黄緯は黄道から水平方向に測ったもの。但し、高緯度の座標では、特定の彗星や小惑星を除いてほとんど見ることができない。

黄道座標（こうどうざひょう、ecliptic coordinate system）は、天球上の天体の位置を表すための天球座標系の一種で、黄道を基準とする座標系である。

## 概要
黄道座標では、天球上の緯度と経度にあたるものとして黄緯（こうい、ecliptic latitude: β）と黄経（こうけい、ecliptic longitude: λ）を使用する。
黄緯は地球の公転面の天球上への投影である黄道を0度、地球の公転面に垂直な方向を90度として表す。符号は地球の公転が反時計回りに見える側を + 、反対側を - とする。黄緯が+90度となる位置を黄道北極、黄緯が-90度となる位置を黄道南極という。黄道北極はりゅう座（すぐそばにキャッツアイ星雲NGC6543がある）、黄道南極はかじき座にある。地球の歳差運動による天の北極、天の南極の天球上の運動は黄道北極、黄道南極を中心とする円運動に見える。
黄経は春分点を0度として、太陽の黄道上の見かけの運動方向と同じ方向に向かって値を増やして春分点に戻る360度まで数える。すなわち夏至点は黄経90度（これがある日が夏至）、秋分点は黄経180度、冬至点は黄経270度（これがある日が冬至）となる。地球の歳差運動によって春分点の位置が黄道上を移動していくため、黄経の値は歳月とともに変化していく。
黄道座標は地球の公転面を基準とした座標であるので、太陽系内の天体の運動を表すためによく用いられる。この時、地球から見た天体の黄道座標と太陽から見た天体の黄道座標では値が異なる。例えば新月の場合に月は地球と太陽の間にあるが、地球から見た月の天球上への投影位置と太陽から見た天球上への月の投影位置は180度反対側になってしまう。このため太陽系内の天体を黄道座標で表す場合には、地球と太陽どちらから見たときの黄道座標なのかを明らかにする必要がある。そこで地球から見た時の黄道座標を地心黄道座標、そのときの黄緯と黄経を地心黄緯と地心黄経と称し、太陽から見た時の黄道座標を日心黄道座標、そのときの黄緯と黄経を日心黄緯と日心黄経と称して区別する。地心黄道座標は地球の周囲を周回する人工衛星の位置を記述するために、日心黄道座標は太陽の回りを公転する天体、人工惑星の位置を記述するために使用される。